# Aaron Ryder
Aaron Ryder (* um 1971) ist ein US-amerikanischer Filmproduzent.
Aaron Ryder ist seit Mitte der 1990er Jahre im US-Filmgeschäft tätig. Als Filmproduzent war er zweimal für den Regisseur Christopher Nolan tätig. Seit 2009 arbeitet er für die Produktionsgesellschaft FilmNation Entertainment.
Für den Film Arrival wurde er 2017 für den Oscar für den Besten Film und den BAFTA Award nominiert.

## Filmografie (Auswahl)
- 2000: Memento
- 2001: Donnie Darko
- 2005: Dirty Movie
- 2006: Prestige – Die Meister der Magie (The Prestige)
- 2006: The Return
- 2006: The TV Set
- 2008: Hamlet 2
- 2009: My One and Only
- 2012: House at the End of the Street
- 2012: Mud – Kein Ausweg (Mud)
- 2012: The Raven – Prophet des Teufels (The Raven)
- 2014: Transcendence
- 2014: Der Zufrühkommer (Premature)
- 2016: Arrival
- 2016: The Founder
- 2017: Kill Switch
- 2019: The Lodge
- 2020: Pieces of a Woman
- 2021: Sechzehn Stunden Ewigkeit (The Map of Tiny Perfect Things)
- 2021: Reminiscence – Die Erinnerung stirbt nie (Reminiscence)
- 2022: Bruiser
- 2023: Dumb Money – Schnelles Geld (Dumb Money)